# Roger Henrotay
Roger Henrotay (Vivegnis, 28 mei 1949) is een gewezen Belgische voetballer. Nadien was hij gedurende 10 jaar de secretaris-generaal van voetbalclub Standard Luik.

## Carrière

### Speler
Roger Henrotay werd geboren in Vivegnis, een dorpje in de buurt van Luik. Hij sloot zich op jonge leeftijd aan bij de jeugd van Standard Luik. In 1968 mocht hij van trainer René Hauss debuteren in het A-elftal. Henrotay was toen nog maar 19 jaar, maar slaagde er toch in om als aanvallend ingestelde middenvelder een plaats op te eisen in het elftal. In die dagen liepen er bij de Rouches trouwens enkele kleppers rond als Wilfried Van Moer, Jean Thissen, Jean Nicolay en Leon Semmeling.
Henrotay bleef uiteindelijk tot 1975 in dienst van Standard spelen. Hij pakte met de Rouches drie keer de landstitel in de gouden periode aan het begin van de jaren 70. Bovendien had hij in Europa ook twee keer een kwartfinale bereikt met Standard. In '75 ruilde hij Luik in voor Charleroi en tekende hij een contract bij Sporting Charleroi. De transfersom bedroeg 7 miljoen BEF (zo'n €200.000), hetgeen in die dagen een record was. Maar Henrotay voetbalde slechts één seizoen voor de Zebra's en verhuisde vervolgens naar het KSC Lokeren van trainer Ladislav Novák. In 1979, zijn laatste jaar voor Lokeren, eindigde Henrotay onder trainer Urbain Braems knap vierde. Hij was onder Braems uitgegroeid tot een sterkhouder van het team.
Na Lokeren keerde hij terug naar zijn geboortestreek. Henrotay trok naar Club Luik, waar hij nog tot 1984 vertoefde. En speelde en scoorde er nog regelmatig alvorens in '84 een punt te zetten achter zijn spelersloopbaan. Henrotay kwam tussen 1974 en 1975 ook 5 keer in actie voor de nationale ploeg van België.

## Manager

### Secretaris-generaal
Na zijn spelerscarrière bleef Roger Henrotay in het voetbalmilieu. Zo zag hoe zijn ex-club Standard Luik eind jaren 80 in moeilijke papieren zat. De club leed nog steeds onder de Bellemansaffaire uit 1984. De club verkeerde in financiële moeilijkheden en zocht hulp bij Bernard Tapie, die destijds de grote man was bij Olympique Marseille. Maar van die samenwerking kwam niets in huis. Later drong een Amerikaanse zakenman van Joegoslavische origine zich op. Milan Mandaric, zoals de man heette, stelde te grote eisen en dus ging ook die deal niet door. Uiteindelijk besloot Standard onder leiding van voorzitter Jean Wauters om Roger Henrotay aan te stellen als secretaris-generaal.
Henrotay ontfermde zich over het transferbeleid van de club en moest grote namen naar Sclessin halen, maar er ook voor zorgen dat eigen talenten zoals o.a. Gilbert Bodart zo lang mogelijk in Luik bleven. Een van de spelers die Henrotay in zijn eerste jaren naar Standard loodste, was Ronny Rosenthal. In 1989 verwezenlijkte hij misschien wel zijn grootste transfer, door succescoach Georg Kessler naar Luik te halen. Een seizoen later doken er bij Henrotay al twijfels op. Hij bekritiseerde zijn trainer openlijk en ging op zoek naar opvolgers voor Kessler.
Terwijl enkele titularissen zich achter de coach schaarden, gaf Henrotay toe dat hij geïnteresseerd was in een overstap van de Roemeense trainer Mircea Lucescu. Maar Lecuscu kwam Kessler dan toch niet vervangen. Het was oud-speler Arie Haan die in 1991 de opvolger werd van Kessler. Henrotay trok veel macht naar zich toe binnen de club, maar zag ook hoe Standard afstevende op een mogelijk faillissement. In 1998 gaf hij zijn taak als secretaris-generaal op en kwam Standard in handen van Reto Stiffler, Luciano D'Onofrio en Robert Louis-Dreyfus.

### Spelersmakelaar
Na zijn job bij de Rouches werd Henrotay spelersmakelaar. Samen met zijn zoon Christophe Henrotay is hij de manager van enkele bekende voetballers. Hij heeft een officiële licentie van de FIFA. Eind 2008 werd hij in verdenking gesteld in een zaak omtrent enkele verdachte transfers. In een onderzoek naar opmerkelijke transfers van de club PSG doken o.a. de namen van Ranko Stojic en Roger Henrotay op. Enkele van de bekende spelers waarvan Henrotay spelersmakelaar was, zijn Romelu Lukaku, Daniel Van Buyten, Jonathan Legear, Kevin Mirallas en Francileudo Santos.